# 한양증권
한양증권(漢陽證券, Hanyang Securities, 한국: 001750)은 한양대학교 재단 계열의 증권회사로, 1956년 설립하였다.

## 역사
1956년 설립된 한양대학교 재단 계열회사로 1988년 증권거래소에 상장하였다. 1992년 CD매매와 중개업무 및 M&A 주선업무의 겸업 인가를 받았고 1993년 회사채 지급보증업무 및 증권금융 공모주 청약예수금 예수대리업무를 사업 목적에 추가하였다. 2000년 2월 강남역 사이버영업소를 개설하였고 2001년 3월 선물업 허가를 취득하였다.
2024년 대주주인 한양학원이 한양증권 매각과 관련한 논의를 하며 잠재적 투자자에게 의사를 타진하고 있다.

## 논란
2024년 부동산 프로젝트파이낸싱(PF) 관련 사익추구 행위로 당국 제재를 받은 전력이 있는 직원을 채용하여 금융감독원이 수시 검사를 한 적이 있다.

## 주요 업무
- 유가증권의 위탁매매
- 유가증권의 인수·매출, 유가증권의 모집 또는 매출 주선
- 유가증권 매매거래에 관련한 신용공여업무
- 증권저축업무
- 선물 및 옵션의 매매, 매매의 중개, 위탁매매, 위탁의 중개·주선 또는 대리